# Delias descombesi
Delias descombesi är en fjärilsart som först beskrevs av Jean Baptiste Boisduval 1836.  Delias descombesi ingår i släktet Delias och familjen vitfjärilar.
Artens utbredningsområde är Vietnam. Inga underarter finns listade i Catalogue of Life.

## Bildgalleri

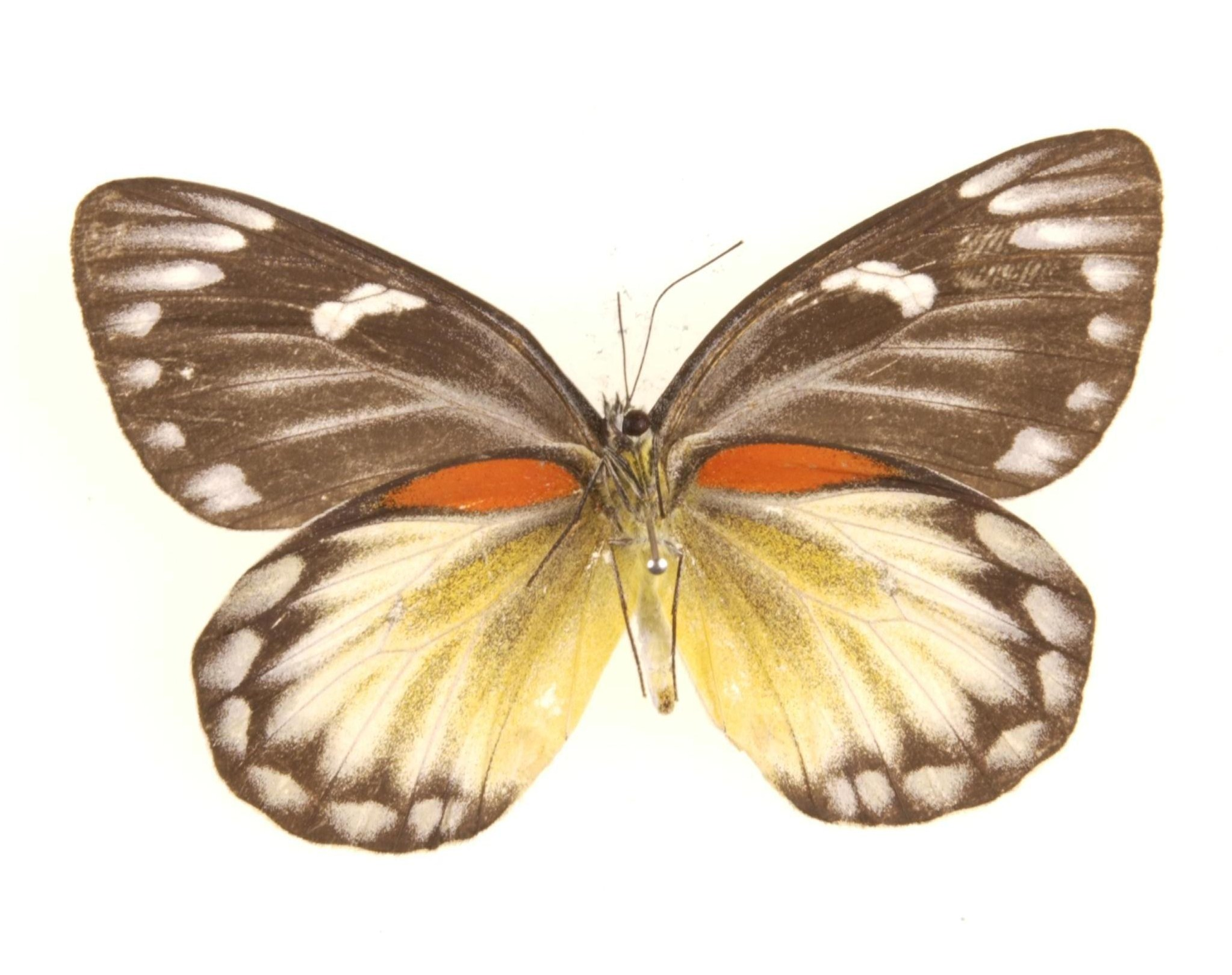
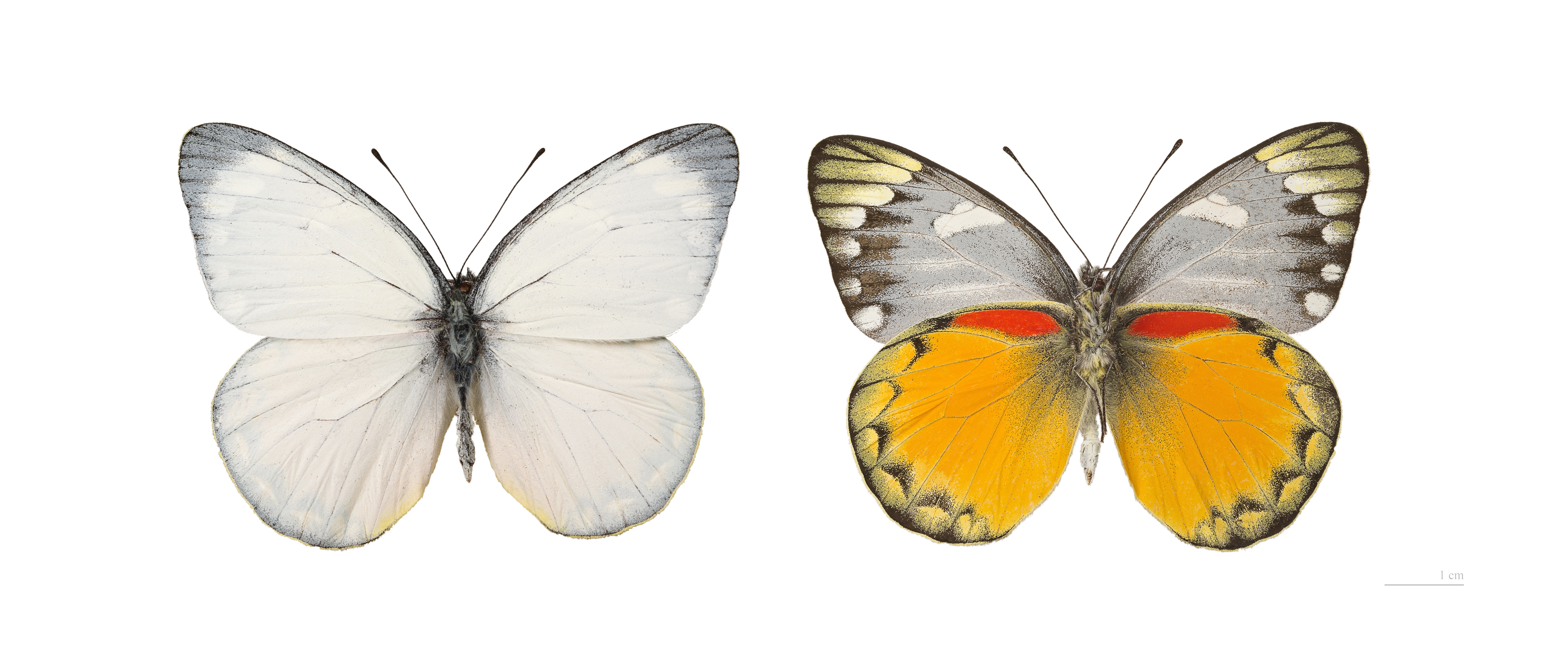